# 柴升
柴升（1456年—1523年），字公照，号菊潭。河南内乡县人，明朝政治人物。

## 生平
柴升出生于内乡县一个官宦之家。他八岁入学，二十二岁考取成化十三年（1477年）丁酉科河南鄉試第十九名舉人。成化二十三年（1487年），考取殿试第三甲，赐同进士出身。本年十一月授于工科给事中一职，弘治六年（1493年）十一月升工科右，八年三月升工科左，四月升工科都，丁憂服闋，十三年四月復除兵科都，十四年正月升山东右參政，十八年二月升廣東右布政使，正德元年（1506年）三月轉山東左布政使，二年正月升江西巡抚右副都御史，七月改陕西巡抚，三年五月升吏部右侍郎，四年七月升左侍郎，五年八月升南京礼部尚书，六年改南京兵部尚书、参赞机务，七年丁父憂，服闋，九年十一月改任南京工部尚书。
柴升入朝做官后，面对朝廷上下官场腐败，军事不举，外事不张，异端惑民等情形，于弘治三年（1490年）上奏朝廷，向明孝宗谏言早视朝，勤圣学，止营缮，公赏罚，省宴游，却贡献等十五项事宜，均被皇帝采纳，并受到嘉奖。弘治四年（1491年），鲁豫一带天灾不断，人民生活艰难，柴升随即上书孝宗，建议他亲近忠臣，赈灾救民，安抚难民，广事储备。正德三年（1508年），柴升以巡抚之职兼三边重地，他明法制，整军队，严号令，正刑赏，加强边关防备。
正德十年，柴升以疾乞休，命驰驿归，赐岁夫月米。嘉靖二年十一月病逝家中，贈太子少保，賜祭葬。

## 家族
曾祖柴恭；祖父柴蘭，判官；父柴文璋，母蘇氏。具庆下。弟旻、昂。子柴朏。